# Zdeněk Růžička
Zdeněk Růžička (15. dubna 1925 Ivančice – 18. dubna 2021) byl český a československý gymnasta, který získal dvě bronzové medaile na Letních olympijských hrách 1948 v Londýně za sestavy na kruzích a v prostných. Zúčastnil se také LOH 1952 (4. místo v družstvech) a LOH 1956 (6 místo v družstvech). S reprezentací skončil ve 31 letech, v roce 1957, poté, co mu komunistický režim znemožnil cestu do Francie. Do roku 1985 pak působil v Brně jako trenér. Vystudoval trenérství na FTVS Univerzity Karlovy v Praze.
Po sametové revoluci se podílel na obnově Sokola a byl starostou TJ Sokol Brno 1. V anketě Sportovec roku se v roce 2020 stal prvním vítězem kategorie Oddanost sportu. Také byl uveden do Sportovní síně slávy města Brna.

## Dětství a mládí
Jeho otec byl živnostník, měl výrobu cementového zboží a cihelnu, byl fandou do gymnastiky. Malý Zdeněk do Sokola chodil od čtyř let, cvičitelem tam byl jeho strýc Hynek Růžička. Na základní škole byl jeho učitelem Jan Bobrovský, otec známých basketbalistů, na obchodní akademii pak Gustav Hrubý, člen družstva z mistrovství světa, a profesor Částka, rovněž gymnasta.
Za války, kdy byl Sokol zakázán, aby mohli cvičit, udělali si spolu s kamarádem v otcově cihelně ve staré strojovně tělocvičnu. Za sokolskou činnost byl v té době trest smrti, ale jim se podařilo vše utajit.Také tajně trénovali v tělocvičně Dělnické tělovýchovné jednoty, která na rozdíl od Sokola zakázána nebyla.

## Poválečné období, profesní a sportovní dráha, osobní život
Po skončení války v roce 1945, po roce 1948, 1968 i v dalších letech prošel v osobním, profesním i sportovním životě řadou peripetií. Zúčastnil se tří olympiád, vzpomínal mj. na výkony Emila Zátopka a na dramatickou měsíční cestu z Melbourne 1956 spolu s ruskou výpravou lodí a vlakem přes Vladivostok a Moskvu.
Jeden jeho syn zemřel v důsledku choroby, druhý syn Zdeněk Růžička (1951) byl v přípravě na olympiádu, při tréninku se těžce zranil a zůstal na invalidním vozíku. Dcera Marie s manželem Ivanem Miluškou – chartistou byla v roce 1981 nucena emigrovat do Švýcarska.
„Matka mi vždycky říkávala, abych dělal jen to, za co bych se sám před sebou nemusel nikdy stydět. Myslím, že naše generace měla přísnější výchovu, než mají děti dnes, a že to bylo dobře. Mám pocit, že dnes každý čeká s nataženou rukou, co dostane. Ale lepší je připravit se, že život není jednoduchý.“
Je pochován na ústředním hřbitově v Brně oddělení H3 – číslo hrobu 26. V hrobě jsou ještě pohřbeni Marie Růžičková (matka 1894–1938), Vilém Růžička (otec 1890–1967), Božena Růžičková (první manželka 1925–1976), Jan Růžička (syn 1957–1991)